# Прогрес (Новгородська область)
Прогрес (рос. Прогресс) — посёлок у Боровицькому районі Новгородської області Російської Федерації.
Населення становить 1883 особи. Належить до муніципального утворення Прогреське сільське поселення.

## Історія
До 1927 року населений пункт перебував у складі Новгородської губернії. У 1927-1944 роках перебував у складі Ленінградської області.
Орган місцевого самоврядування від 2010 року — Прогреське сільське поселення.

## Населення
| 2000  | 2001  | 2002  | 2003  | 2004  | 2005  | 2006  |
| ----- | ----- | ----- | ----- | ----- | ----- | ----- |
| 1752  | ↘1747 | ↗1749 | ↘1661 | ↘1645 | ↘1613 | ↗1619 |
| 2007  | 2008  | 2009  | 2010  |       |       |       |
| ↗1627 | ↘1589 | ↗1752 | ↗1883 |       |       |       |